# Koningin Julianabrug

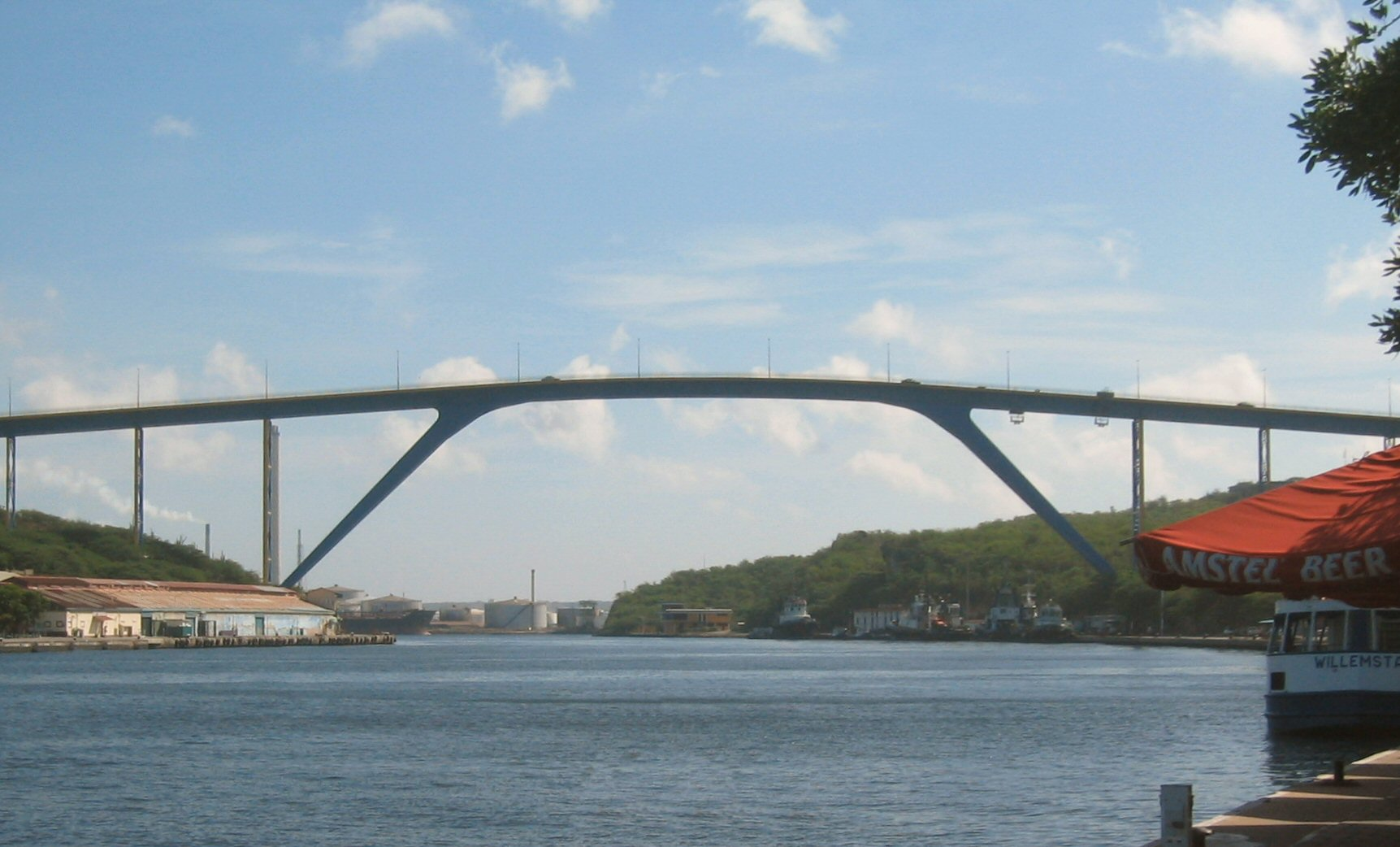
Koningin Julianabrug

Koningin Julianabrug, eller Drottning Julianabron på svenska, är en hög bro över St Annabukten i Nederländska Antillerna som förbinder huvudstaden Willemstads stadsdelar Punda och Otrabanda med varandra.
Bron öppnades år 1974, är 55 meter hög och 500 meter lång och är endast upplåten för biltrafik då gång- och cykeltrafik är förbjuden av säkerhetsskäl på grund av starka vindar.